# 榆树乡 (新宾县)
榆树乡，是中华人民共和国辽宁省抚顺市新宾满族自治县下辖的一个乡镇级行政单位。

## 行政区划
榆树乡下辖以下地区：
榆树村、红石村、红旗村、蔡家村、边外村、何家村、罗圈村、哈山村、彭家村、都督村、样子沟村和岔路子村。